# 나재균
나재균(1959년 11월 15일 ~ )은 대한민국의 배우다.

## 출연 작품

### 영화
- 《비오는 날 맑음》 (2005년) - 영백 새아빠 역
- 《미스터 주부퀴즈왕》 (2005년) - 남성 주부 2 역
- 《여선생 VS 여제자》 (2004년) - 경수 부 역
- 《살인의 추억》 (2003년) - 교회집사 역
- 《색즉시공》 (2002년) - 원장 의사 역
- 《케이티》 (2002년) - 박상하 역
- 《라이터를 켜라》 (2002년) - 고위 간부 2 역
- 《두사부일체》 (2001년) - 지도교수 역
- 《교도소 월드컵》 (2001년) - 결승 주심 역
- 《꽃을 든 남자》 (1997년) - 공항 직원 역
- 《애사당 홍도》 (1992년) - 두칠 역

### 드라마
- 《해치》(SBS, 2019) - 내관 역
- 《리치맨》(드라맥스, 2018년) - 이사 역
- 《이름 없는 여자》 (KBS2, 2017년)
- 《터널》 (OCN, 2017년)
- 《그 여자의 바다》 (KBS2, 2017년)
- 《월계수 양복점 신사들》 (KBS2, 2017년) - 이사 역
- 《별난가족》 (KBS1, 2016년)
- 《몬스터》 (MBC, 2016년) - 국회의원 역
- 《위대한 조강지처》 (MBC, 2015년)
- 《어머님은 내 며느리》 (SBS, 2015년) - 의사 역
- 《가족을 지켜라》 (KBS1, 2015년)
- 《화정》 (MBC, 2015년)
- 《그녀의 신화》 (JTBC, 2013년) - 배철수 역
- 《백년의 유산》 (MBC, 2013년) - 의사 역
- 《마의》 (MBC, 2012년) - 도승지 역
- 《복희 누나》 (KBS2, 2011년)
- 《자이언트》 (SBS, 2010년)
- 《찬란한 유산》 (SBS, 2009년) - 진성식품의 오 이사 역
- 《천추태후》 (KBS2, 2009년) - 어의 역
- 《땀의 순교자 탁덕 최양업》 (평화방송, 2008년) - 충청도 지역 양반 1 역
- 《온에어》 (SBS, 2008년) - 오승아와 계약하려는 남자 역
- 《그들이 사는 세상》 (KBS2, 2008년)
- 《바람의 화원》 (SBS, 2008년)
- 《에덴의 동쪽》 (MBC, 2008년)
- 《이산》 (MBC, 2007년)
- 《정조암살미스터리: 8일》 (채널CGV, 2007년) - 홍인한 역
- 《왕과 나》 (SBS, 2007년)
- 《그 여자가 무서워》 (SBS, 2007년) - 김 비서 역
- 《하늘만큼 땅만큼》 (KBS1, 2007년)
- 《주몽》 (MBC, 2006년)
- 《서울 1945》 (KBS1, 2006년)
- 《신돈》 (MBC, 2005년) - 김득배 역
- 《서동요》 (SBS, 2005년)
- 《돌아온 싱글》 (SBS, 2005년) - 여행사 임원 역
- 《제5공화국》 (MBC, 2005년) - 김기석 역
- 《쾌걸춘향》 (KBS2, 2005년) - 부장검사 역
- 《해신》 (KBS2, 2004년)
- 《불멸의 이순신》 (KBS1, 2004년) - 안홍국 역
- 《영웅시대》 (MBC, 2004년) - 이한림 역
- 《북경, 내 사랑》 (KBS2, 2004년)
- 《장길산》 (SBS, 2004년)
- 《대장금》 (MBC, 2003년)
- 《다모》 (MBC, 2003년)
- 《올인》 (SBS,2003년)
- 《태양의 남쪽》 (SBS, 2003년)
- 《야인시대》 (SBS, 2002년) - 조선인민군의 서울 점령 당시 군관&수색 공사현장 감독관 역 (1인 2역)
- 《태양인 이제마》 (KBS2, 2002년)
- 《결혼합시다》 (KBS2, 2002년)
- 《제국의 아침》 (KBS2, 2002년) - 설문우 역
- 《상도》 (MBC, 2001년)
- 《이 부부가 사는 법》 (SBS, 2001년)
- 《결혼의 법칙》 (MBC, 2001년)
- 《웬만해선 그들을 막을 수 없다》 (SBS, 2000년)
- 《여자만세》 (SBS, 2000년)
- 《줄리엣의 남자》 (SBS, 2000년)
- 《천둥소리》 (KBS2, 2000년)
- 《꼭지》 (KBS2, 2000년)
- 《허준》 (MBC, 1999년)
- 《남자 셋 여자 셋》 (MBC, 1996년)
- 《경찰청 사람들 - 아빠의 선택》 (MBC, 1996년) - 박장호 역
- 《제4공화국》 (MBC, 1995년) - 대통령 의전수석 최동열 /  부속실부관 이광형 역
- 《코리아게이트》 (SBS, 1995년) - 최호진 역

### 연극
- 《이뭣꼬》 - 변호사 역
- 《폭소 춘향전》 - 몽룡 역
- 《아가씨와 건달들》해리역
- 《서푼짜리 오페라》필히역
- 《유랑극단》길형사역
- 《꿈에본 내고향》철민역